# ای.دی.او.آر
ای. دی.او. آر (انگلیسی: A.D.O.R.؛ زادهٔ) رپ‌خوان، و خواننده اهل ایالات متحده آمریکا است.